# Spermacoce dussii
Spermacoce dussii là một loài thực vật có hoa trong họ Thiến thảo. Loài này được (Standl.) Howard miêu tả khoa học đầu tiên năm 1988.